# Бледа плава тачка
Бледа плава тачка (енгл. Pale blue dot) је фотографија планете Земље забележена 1990. године од стране летилице Војаџер 1 са тада рекордне удаљености од око 6 милијарди километара од Земље. Ова фотографија представља део серије Породични портрет на коме су приказане све планете Сунчевог система. На фотографији, Земља је видљива као мала тачка (0,12 пиксела) у односу на пространство Свемира. На захтев Карла Сејгана, Војаџер 1, који је завршио са својом примарном мисијом и био у процесу напуштања Сунчевог система, добио је наређења да усмери своје камере ка Земљи како би је снимио у односу на остатак Свемира.
Име фотографије Сејган је касније искористио као наслов своје књиге из 1994. године, Бледа плава тачка: Визија људске будућности у простору.

## Позадина
Војаџер 1 је свемирска летелица коју је 5. септембра 1977. лансирала НАСА са задатком истраживања спољног дела Сунчевог система, и међузвезданог простора. То је прва сонда која је напустила Сунчев систем и најдаљи је објекат од Земље који је човек створио.
Летилица је тренутно у продуженој мисији са задатком лоцирања и истраживања граница Сунчевог система, укључујући Којперов појас, хелиосферу и међузвездани простор. Примарна мисија завршена је 20. новембра 1980. године након прелетања Јупитеровог и Сатурновог система. Прва је свемирска летилица која је направила детаљне фотографије две највеће планете Сунчевог система и њихових природних сателита.
За Војаџер 1 се првобитно очекивало да функционише само до проласка поред Сатурна. Када га је прошао 1981. године, Саган је промовисао идеју о коришћењу летилице за фотографију Земље. Он је истакао да добијена фотографија не би имала велику научну вредност, јер би Земља била премала да Војаџерове камере разазнају било какве површинске детаље, али би била корисна као перспектива нашег простора у Свемиру. Иако је идеја наишла на подршку унутар Војаџер програма, већина се бојала да ли би фотографисање Земље близу Сунца узроковало оштећења видео система. До краја 1989. године, калибрација инструмената додатно је одложила стварање фотографије. Поред тога, техничари који су били задужени за писање и слање радио команди на Војаџеру били су отпуштени или преусмерени на друге пројекте. На крају, бивши администратор НАСА Ричард Трули заложио се да се фотографија сними. Бледа плава тачка је ускоугаона слика. НАСА-ина лабораторија за млазни погон (енгл. Jet Propulsion Laboratory) је објавила композитну слику где се виде Сунце и подручје Свемира где су Земља и Венера у том тренутку.

## Фотографија
Бледа плава тачка је направљена када је Војаџер 1 дошао до руба Сунчевог система, 12 година након његовог лансирања, путујући брзином од 64.000 km/h на рекордној удаљености од око 6 милијарди километара. После завршетка примарне мисије, НАСА је послала команду летилици да се окрене и фотографише планете Сунчевог система. Дизајн команди које је требало послати летилици и израчунавање времена експозиције за сваку фотографију направили су научници Кенди Хансен из JPL-а и Каролин Порко са Универзитета у Аризони. НАСА тим је одлучио да прво фотографише спољне планете из страха да усмеравање камере према Сунцу оштети опрему, чинећи немогућим снимање других фотографија. У периоду од 14. фебруара до 6. јуна 1990, Војаџер 1 је вратио 60 фотографија на Земљу. Једна од ових слика је приказивала Земљу као бледоплаву тачку на зрнастој фотографији.
Бледа плава тачка је такође приказана као део шире слике, где је Сунце видљиво, као и део Свемира у коме су Земља и Венера биле у то време. Снимак је допуњен са две фокусиране слике усредсређене на саме планете. Снимљена је најтамнијим филтром фотоапарата и најкраћим могућим експозицијама (5 милисекунди) како би се избегла засићеност камерине видиконске цеви расутом светлошћу. Иако из Војаџерове перспективе са руба система Сунце делује малено, и даље је осам милиона пута сјајније од најсјајније звезде на Земљином небу - Сиријуса. Прстенови око Сунца су дифракциони узорак калибрационе лампе која се налази испред широкоугаоног објектива. Слика се састоји од 640.000 појединачних пиксела. На фотографији, Земља се налази у центру једног од распршених светлосних зрака, који су резултат фотографисања под малим углом између Сунца и Земље. Земља заузима мање од једног пиксела (свега 0,12). Радио сигналу који је вратио снимак, путујући брзином светлости, требало је скоро 5 сати и 30 минута да би стигао до Земље. Детаљна анализа Бледе плаве тачке даје утисак да је Војаџер 1 забележио и Месец, али је преслаб да би се могао видети без посебне обраде.

## Удаљеност
Према систему JPL HORIZONS, удаљеност између Војаџера 1 и Земље у периоду од 14. фебруара 1990. до 9. јуна 1990. године била је следећа:
| Мерна јединица            | 14. фебруар 1990. | 9. јун 1990.     |
| ------------------------- | ----------------- | ---------------- |
| Астрономска јединица (АЈ) | 40,4722269111071  | 40,6835761263791 |
| километара                | 6.054.558.968     | 6.086.176.360    |

## Осврт Карла Сејгана
У својој књизи Бледа плава тачка: Визија људске будућности у свемиру, астроном Карл Сејган је своје мисли повезао са дубљим значењем ове фотографије:

Са овог удаљеног места посматрања, Земља можда изгледа безначајна. Али за нас је другачије. Погледајте поново ту тачку. То је овде. То је дом. То смо ми. На њој... сви које волите, сви које познајете, сви за које сте икада чули, свако људско биће које је икад постојало - живело је ту. Скуп свих наших радости и патњи, хиљаде самоуверених религија, идеологија и економских доктрина, сваки ловац и сваки скупљач, сваки херој и сваки плашљивац, сваки стваралац и разарач цивилизације, сваки краљ и сељак, сваки млади заљубљени пар, свака мајка и сваки отац, дете пуно наде, проналазач и истраживач, сваки учитељ морала, сваки корумпирани политичар, свака суперзвезда, сваки "врхунски вођа", сваки светац и грешник у историји наше врсте — сви смо живели тамо: на честици прашине заклоњеној зраком Сунца.
Земља је веома мала позорница у непрегледној космичкој арени. Сетите се река крви коју су пролили сви они генерали и владари, да би, у слави и тријумфу, постали тренутни владари делића тачке. Сетите се бескрајних окрутности почињених од стране становника једног ћошка пиксела према безначајно различитим становницима неког другог ћошка, њихових толико честих неспоразума, толике њихове жеље да убију једни друге, њихове жарке мржње.
Наше заблуде, наше умишљено самоуважавање, обмана да имамо неки привилеговани положај у Свемиру су суочене са овом бледом тачком. Наша планета је усамљена мрља прекривена великом космичком тамом. У нашој безизражајности у свом том пространству, не постоји никакав знак да ће помоћ доћи са неког другог места да нас избави од нас самих.
Земља је једино место за које знамо да садржи живот. Не постоји ни једно друго место, бар не у скорој будућности, где би наша врста могла мигрирати. Посетити, да. Населити, не још. Свиђало вам се или не, Земља је место где се тренутно налазимо.
Кажу да је астрономија покорно искуство које изграђује карактер. Верованто не постоји бољи показатељ глупавости људске сујете од ове слике нашег света са удаљености. За мене, она наглашава нашу одговорност да се једни према другима односимо љубазније, и да сачувамо и негујемо бледоплаву тачку - једини дом за који знамо.